# 그녀에게 (2002년 영화)
《그녀에게》(스페인어: Hable con ella, 영어: Talk to Her)는 2002년 개봉한 스페인의 코미디 드라마 영화이다.
영국 아카데미상 외국어영화상, 골든 글로브 외국어영화상, 유럽 영화상 작품상 수상작이다.

## 줄거리
이 이야기는 두 관계가 얽히는 세부 사항을 제공하는 플래시백으로 전개된다.
피나 바우슈의 탄츠테아터 작품인 《카페 뮐러》 공연에서 베니그노 마르틴과 마르코 줄루아가 옆자리에 앉는다. 베니그노는 마르코의 얼굴에 눈물을 발견한다.
마르코는 유명한 투우사 리디아 곤잘레스의 TV 인터뷰를 보고 그녀에 대한 기사가 흥미로울 것이라고 생각하여 그녀에게 연락한다. 그녀가 다른 투우사인 "엘 니뇨 데 발렌시아"와 헤어졌다는 소식은 타블로이드지에 온통 퍼져 있었다. 마르코가 자신은 투우에 대해 아무것도 모르는 기자라고 고백하자, 그녀는 화를 내며 집 밖에서 그의 차에서 급히 내린다. 그는 차를 몰고 가다가 집 안에서 비명 소리를 듣고 멈춘다. 리디아가 뛰쳐나오고, 마르코는 안으로 들어가 뱀을 죽인다. 그들은 친구가 되고, 나중에는 연인이 된다. 어느 날 리디아는 그날 오후 투우가 끝난 후 할 중요한 말이 있다고 말하지만, 투우 중 그녀는 소뿔에 찔려 혼수상태에 빠진다. 마르코는 병원에서 그녀의 곁을 지키고, 극장에서 그를 알아본 베니그노와 친구가 된다. 한 의사가 마르코에게 리디아에 대해 희망을 가질 이유가 없다고 말한다.
베니그노는 자신의 아파트에서 병든 어머니와 함께 살고 있는 곳에서 볼 수 있는 스튜디오에서 연습하는 아름다운 무용수 알리시아 론세로에게 집착한다. 그녀를 돌보기 위해 그는 간호사이자 미용사가 되었다. 어머니가 돌아가신 후, 그는 알리시아에게 말을 걸 용기를 얻는다. 그녀가 건물로 들어갈 때, 베니그노는 그곳이 정신과 의사인 론세로 박사의 사무실이기도 하다는 것을 알아차린다. 알리시아의 아파트에 접근하기 위한 속임수로, 베니그노는 의사와 약속을 잡고, 그곳에서 어머니를 돌보던 세월에 대해 이야기하며 외롭고 순결하다고 말한다. 그날 밤, 알리시아는 차에 치여 혼수상태에 빠진다. 알리시아를 돌보는 임무를 맡은 병원에서 베니그노는 마치 그녀가 깨어있는 것처럼 그녀에게 말을 건다. 그는 마르코에게 리디아에게 말을 걸어야 한다고 말한다. 왜냐하면 혼수상태일 때도 여성들은 남성의 문제를 이해하기 때문이다. 론세로 박사의 질문에 베니그노는 자신이 게이라고 말하는데, 아마도 의사가 알리시아에 대한 그의 친밀한 보살핌을 의심하지 않도록 하기 위함이다.
어느 날 마르코가 리디아의 방에서 발견한 "엘 니뇨 데 발렌시아"는 마르코에게 자신과 리디아가 화해했으며, 리디아가 소뿔에 찔리기 전에 마르코에게 말할 계획이었다고 말한다. 그는 또한 이제 자신이 그녀를 돌봐야 한다고 말한다. 마르코는 알리시아의 방으로 들어가 그녀에게 마음을 연다. 베니그노가 나타나자 그는 마르코에게 마르코와 리디아가 헤어질 것이라고 항상 생각했다고 말한다. 한 간호사는 알리시아가 두 달 동안 생리를 하지 않았고 배가 부어 보인다고 걱정을 표한다. 병원 주차장에서 베니그노는 마르코에게 알리시아와 결혼하고 싶다고 말한다.
병원 직원들은 알리시아가 강간당하여 임신했다는 사실을 발견한다. 추가 조사 결과 그녀의 차트에 생리 누락이 표시되어 있지 않다는 것이 밝혀진다. 베니그노는 차트를 위조했음을 인정한다. 다른 보조원은 베니그노가 마르코와 알리시아와 결혼하고 싶다고 이야기하는 것을 우연히 들었다고 보고한다.
알리시아의 임신 사실을 모른 채 마르코는 여행 책을 쓰기 위해 요르단으로 떠난다. 몇 달 후, 그는 신문에서 리디아가 혼수상태에서 깨어나지 못하고 사망했다는 기사를 읽는다. 병원에 전화해서 베니그노와 통화하려 하자, 간호사는 그가 알리시아를 강간한 혐의로 감옥에 있다고 말한다. 베니그노는 마르코에게 그녀에게 무슨 일이 일어났는지 알아보라고 부탁한다. 마르코는 베니그노의 아파트에 머물면서 댄스 스튜디오에서 알리시아가 선생님 카트리나와 함께 재활 운동을 하는 것을 보게 되고, 알리시아가 사산한 아기를 가졌다는 것을 알게 된다.
마르코는 베니그노로부터 알리시아 없이는 살 수 없다는 음성 메시지를 받는다. 마르코는 베니그노가 그에게 작별 편지를 남긴 감옥으로 달려간다. 마르코는 그의 무덤을 방문하여 그에게 사산과 알리시아의 회복에 대해 말한다.
영화는 시작되었던 극장에서 끝난다. 알리시아와 카트리나가 댄스 공연에서 마르코 뒤 몇 줄에 앉아 있다. 마르코는 뒤를 돌아 미소 짓는 알리시아를 바라보고, "마르코와 리디아", "베니그노와 알리시아" 커플에게 나타났던 문구가 반복되며 "마르코와 알리시아"라는 단어가 화면에 나타난다.

## 한국어 더빙 성우진(KBS)
- 양석정 - 베니그노(하비에르 카마라)
- 이봉준 - 마르코(다리오 그란디네티)
- 최옥희 - 리디아(로사리오 플로레스)
- 이경자 - 발레선생(제럴딘 채플린)
- 남궁윤 - 알리시아의 아버지(헬리오 페드레갈)
- 유지영 - 간호사(카르멘 마치)
- 이향숙 - 로사(마리올라 푸엔테스)
- 이연희 - 리디아의 언니(아나 페르난데스)
- 이호인 - 베가 박사(로베르토 알바레스)
- 강구한 - 니노(아돌포 페르난데즈)
- 박미선 - 접수 담당자(아델 도나마리아)
- 조진숙 - 간호사(롤라 두에냐스)
- 소연 - 알리시아(레오노르 와틀링)
- 고재균 - 리디아의 남편(카를로스 가르시아 캄페로)
- 김래환 - 간호사(펠레 마르티네스)